# Maurice Raynaud
Maurice Auguste Gabriel Raynaud, fue un médico francés (Paris, 5 de julio de 1834 - ibídem, 29 de junio de 1881) quien describió por primera vez el fenómeno vasomotor hoy conocido como síndrome de Raynaud o enfermedad de Raynaud, en el que se presenta isquemia en las partes distales de las extremidades generalmente los dedos de las manos y menos frecuentemente los pies, provocada básicamente por una respuesta contráctil exagerada de los capilares arteriolares ante la exposición al frío.
Al síndrome de Raynaud se refiere la "R" del síndrome de CREST (Calcinosis, Raynaud, disquinesia Esofágica, eSclerodactilia, Telangiectasias), descrito como manifestación sistémica de la esclerodermia.

## Obras
- Les médecins au temps de Molière : mœurs, institutions, doctrines, 1862.[3]
- De l'asphyxie locale et de la gangrène symétrique des extrémités, 1862.
- Des hyperémies non phlegmasiques, 1863.
- Albinie, albinisme, albinos, caractères généraux, 1864.
- De la révulsion, 1866.[4]